# Tricalamus gansuensis
Tricalamus gansuensis är en spindelart som beskrevs av Wang 1992. Tricalamus gansuensis ingår i släktet Tricalamus och familjen Filistatidae. Inga underarter finns listade i Catalogue of Life.